# Ctenotus lancelini
Espèce
Synonymes
- Ctenotus labillardieri lancelini Ford, 1969

Statut de conservation UICN

 CR  : 
En danger critique
Ctenotus lancelini est une espèce de sauriens de la famille des Scincidae.

## Distribution
Cette espèce est endémique de l'île de Lancelin en Australie-Occidentale en Australie.

## Étymologie
Son nom d'espèce lui a été donné en référence à son lieu de découverte, l'île de Lancelin.

## Publication originale
- Ford, 1969 : Distribution and variation of the skink Ctenotus labillardieri (Gray) of southwestern Australia. Journal of the Royal Society of Western Australia, vol. 51, no 3, p. 68-75 (texte intégral).